# 陸冠芝
陸冠芝（1985年1月4日—）是臺灣女子高爾夫球運動員。陸冠芝是卑南族人，國小三年級時父親陸永茂始擔任南王國小棒球校隊教練，陸冠芝國小四年級加入棒球校隊，國小五年級南王國小奪得全國軟式少棒賽冠軍，也取得1996年IBA世界軟式少棒賽中華少棒白隊代表權，最終中華隊取得第二名，陸冠芝拿下功勞獎，1997年3月曾擔任中華職棒開球嘉賓，國小畢業後就讀林口國中，進入美麗華高爾夫俱樂部練習高爾夫球，2006年亞洲運動會與曾雅妮和余珮琳在高爾夫女子團體項目奪銅。